# عتبة نوبة
عتبة النوبة (بالإنجليزية: Seizure threshold)‏ تشير إلى التوازن بين القوى المستثيرة (ّغلوتامينية الفعل) والمثبطة (غابية الفعل) في الدماغ، والتي تؤثر على مدى تعرض الفرد للنوبات. الأفراد المشخصون بالصرع أو بعض الحالات العصبية الأخرى أكثر عرضة للنوبات إذا انخفضت العتبة، ويجب أن يلتزموا بالنظام الدوائي المضاد للصرع الخاص بهم.
تشمل الأدوية التي تخفض عتبة النوبة: مضاد الاكتئاب والمناهض النيكوتيني [الإنجليزية] بوبروبيون، مسكنات الألم الأفيونيدية اللانموذجية: ترامادول وتابينتادول وريزيربين وثيوفيلين، مضادات حيوية (كوينولون، إيميبينيم، بنسلين، سيفالوسبورين، مترونيدازول وآيزونيازيد) والمخدرات المتطايرة. وكذلك عوامل أخرى منها:
- الحرمان من النوم
- تعاطي العقارات غير القانوني مثل الكوكايين.[3]
- الامتناع عن العقاقير أو بعض المنبهات.
- الحمى
- التعرض للأضواء الوامضة أو الراعشة (الصرع الحساس للضوء) بما في ذلك أضواء النيون أو الأضواء الاصطرابية أو ألعاب الفيديو أو حتى أنماط مثل الشرائط الضيقة (المتقاربة).
- فترات طويلة من الصيام، سوء التغذية، الجوع الشديد، التوتر الشديد، الخوف، والتعب والإرهاق
- الحيض
- مرض السكري غير المتحكم فيه.
- اضطرابات الغدد الصماء والأيض الأخرى مثل عدم التوازن في الكهارل أو الهرمونات (على سبيل المثال، القلاء الاستقلابي).[4]

يمكن أن يؤثر السرطان وبعض اضطرابات الجهاز العصبي وجهاز الدوران والجهاز الهضمي كذلك على حدة النوبات وتواترها.